# Vorszkla
A Vorszkla (oroszul és ukránul: Ворскла) folyó Oroszországban és Ukrajnában. Az oroszországi belgorodi területről ered, és 464 km után a Dnyiprodzerzsinszki-víztározónál a Dnyeper (ukránul: Dnyipro) folyóba ömlik.
A folyó vízgyűjtő területén számos történelmi jelentőségű csata zajlott: az 1399-es Vorszkla menti csata az Arany Horda és Nagy Vitold litván nagyfejedelem seregei között, illetve 1709-ben XII. Károly svéd király Ukrajna felszabadítására indított hadjárata Poltavánál szenvedett vereséget.
A folyó által érintett népesebb városok Ukrajnában találhatók: Poltava, Ohtirka és Kobeljaki, illetve a folyóról neveztek el egy ukrán labdarúgócsapatot is, a Vorszkla Poltavát.

## Fordítás
- Ez a szócikk részben vagy egészben  a   Vorskla River című angol Wikipédia-szócikk fordításán alapul.  Az eredeti cikk szerkesztőit annak laptörténete sorolja fel. Ez a jelzés csupán a megfogalmazás eredetét és a szerzői jogokat jelzi, nem szolgál a cikkben szereplő információk forrásmegjelöléseként.